# Каарина
Ка́арина (фин. Kaarina швед. S:t Karins) — город на юго-западе Финляндии на берегу Архипелагова моря. Входит в состав провинции Исконная Финляндия и граничит на северо-западе со столицей провинции — городом Турку. Каарина — богатый и быстро развивающийся небольшой приморский город Финляндии.

## История
Каарина получила статус города в 1869 году. В 2013 году в местечке Раваттула археологами университета Турку был обнаружен фундамент самой старой церкви на территории Финляндии, относящийся к XII веку. В 1930-е годы алтарь лютеранской церкви Каарины расписал известный финский скульптор и профессор изобразительного искусства — Вяйнё Аалтонен.
Из Каарины открывается дорога, ведущая по островам архипелага через города Парайнен и Корппоо. Общая протяжённость маршрута 250 километров.

### Климат
| Показатель                    | Янв. | Фев.  | Март | Апр. | Май  | Июнь | Июль | Авг. | Сен. | Окт. | Нояб. | Дек. | Год |
| ----------------------------- | ---- | ----- | ---- | ---- | ---- | ---- | ---- | ---- | ---- | ---- | ----- | ---- | --- |
| Средний суточный максимум, °C | −2,8 | −2,7  | 0,8  | 7,0  | 14,4 | 18,9 | 22,2 | 20,5 | 15,1 | 8,7  | 3,7   | 0,2  | 8,8 |
| Средний суточный минимум, °C  | −9,4 | −10,3 | −8   | −1,9 | 3,3  | 8,3  | 12,0 | 11,0 | 7,0  | 2,2  | −1,4  | −5   | 0,7 |
| Норма осадков, мм             | 44   | 28    | 24   | 35   | 31   | 46   | 64   | 78   | 65   | 64   | 58    | 51   | 588 |

### Население
| Год       | 1950  | 1960    | 1970     | 1980     | 1990     | 2000     |
| --------- | ----- | ------- | -------- | -------- | -------- | -------- |
| Население | 6 054 | ▲ 8 895 | ▲ 10 064 | ▲ 13 860 | ▲ 18 213 | ▲ 20 179 |

| Год       | 2004     | 2005     | 2006     | 2007     | 2009     | 2010     | 2011     | 2012     |
| --------- | -------- | -------- | -------- | -------- | -------- | -------- | -------- | -------- |
| Население | ▲ 21 568 | ▲ 21 943 | ▲ 21 960 | ▲ 22 526 | ▲ 30 403 | ▲ 30 865 | ▲ 31 092 | ▲ 31 269 |

## Районы города
Город делится на 14 районов.
| 1. Ауранлааксо (фин. Auranlaakso) 2. Литтойнен (фин. Littoinen) 3. Пииспанристи (фин. Piispanristi) 4. Нумменнииттю(фин. Nummenniitty) 5. Центр (фин. Keskusta) 6. Войвала (фин. Voivala) 7. Куусисто (фин. Kuusisto) | 1. Нунна(фин. Nunna) 2. Хепойоки (фин. Hepojoki) 3. Церковное село Пииккиё (фин. Piikkiön kirkonkylä) 4. Макарла (фин. Makarla) 5. Пииккиёнлахти (фин. Piikkiönlahti) 6. Хеернумми (фин. Heernummi) 7. Харвалуото (фин. Harvaluoto) |

## Известные уроженцы и жители
- Бахне, Магнус (род. 1979) — финский футболист
- Том оф Финланд — финский художник-рисовальщик, известный своими многочисленными гомопорнографическими рисунками.

## Города-побратимы
- Энчёпинг
- Недре-Эйкер
- Сентеш
- Советский
- Йыгева (c 21 января 2005)[8]